# Challenger de Cordenons 2014
El Friuladria Crédit Agricole Tennis Cup 2014 fue un torneo de tenis profesional que se jugó en tierra batida. Se trató de la 11.ª edición del torneo que forma parte del ATP Challenger Tour 2014. Tuvo lugar en Cordenons, Italia entre el 11 y el 17 de agosto de 2014.

## Jugadores participantes del cuadro de individuales

### Cabezas de serie
| País               | Jugador              | Rank1 | Favorito |
| Bandera de Italia  | Paolo Lorenzi        | 79    | 1        |
| Bandera de España  | Daniel Gimeno Traver | 99    | 2        |
| Bandera de Serbia  | Filip Krajinović     | 112   | 3        |
| Bandera de Italia  | Filippo Volandri     | 135   | 4        |
| Bandera de España  | Albert Montañés      | 141   | 5        |
| Bandera de Rumania | Adrian Ungur         | 157   | 6        |
| Bandera de Italia  | Potito Starace       | 162   | 7        |
| Bandera de Brasil  | Rogério Dutra Silva  | 167   | 8        |
| ------------------ | -------------------- | ----- | -------- |

- 1 Se ha tomado en cuenta el ranking del 4 de agosto de 2014.

### Otros participantes
Los siguientes jugadores recibieron una invitación (tenista invitado), por lo tanto ingresan directamente al cuadro principal:
- Filippo Baldi
- Flavio Cipolla
- Erik Crepaldi
- Stefano Napolitano

Los siguientes jugadores ingresan al cuadro principal tras disputar el cuadro clasificatorio:
- Franko Škugor
- Benjamin Balleret
- Adelchi Virgili
- Viktor Galović

## Jugadores participantes en el cuadro de dobles

### Cabezas de serie
| País                       | Jugador          | País                       | Jugador            | Rank1 | Favorito |
| Bandera de República Checa | František Čermák | Bandera de República Checa | Lukáš Dlouhý       | 139   | 1        |
| Bandera del Reino Unido    | Ken Skupski      | Bandera del Reino Unido    | Neal Skupski       | 160   | 2        |
| Bandera de Alemania        | Frank Moser      | Bandera de Alemania        | Alexander Satschko | 259   | 3        |
| Bandera de China Taipéi    | Hsin-han Lee     | Bandera de Italia          | Alessandro Motti   | 272   | 4        |
| -------------------------- | ---------------- | -------------------------- | ------------------ | ----- | -------- |

- 1 Se ha tomado en cuenta el ranking del 4 de agosto de 2013.

## Campeones

### Individual Masculino
- Albert Montañés derrotó en la final a  Potito Starace por 6-2 y 6-4.

### Dobles Masculino
- Potito Starace /  Adrian Ungur derrotaron en la final a  František Čermák /  Lukáš Dlouhý 6–2, 6–4